# Ruger Mini-14
Il Ruger Mini-14 è un fucile semiautomatico prodotto dall'azienda statunitense Sturm, Ruger & Co. a partire dal 1973. È stato sviluppato partendo dal fucile M14, di cui costituisce essenzialmente una versione ridotta in (prevalente) calibro 5,56 × 45 mm NATO.
Ne esistono numerose varianti, tra cui: il Ranch Rifle (una versione semplificata per il mercato civile), il Mini-14 GB, e il Mini Thirty, camerato nel calibro 7,62 × 39 mm. Il fucile è attualmente usato da personale militare, forze di polizia, e civili negli Stati Uniti e in vari luoghi del mondo.

## Storia e progetto

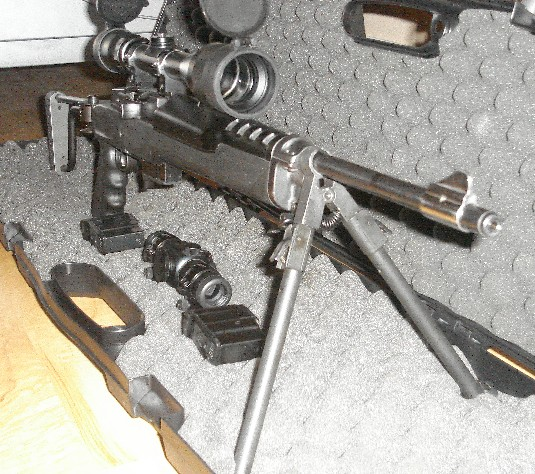
Mini-14 Ranch Rifle in acciaio inox con vari accessori.

Immesso nel mercato nel 1973 da Sturm, Ruger & Co., il Mini-14 ha l'aspetto di un fucile militare M14 in scala ridotta. Progettato da L. James Sullivan e William B. Ruger, beneficia di numerose innovazioni e soluzioni ingegneristiche atte a ridurne i costi. Il fucile Mini-14 ha un castello trattato termicamente per microfusione, ed è meccanicamente affine all'M14, con un sistema di pistone fisso del gas autopulente.
I primi esemplari erano prodotti con un complesso dispositivo ad otturatore scoperto per bloccarlo in apertura, senza pulsanti per azionarlo manualmente. I calci erano in qualche modo angolari, e i ripari per il calore erano in legno. Questi fucili, con numeri di matricola prefissati sotto il 181, furono riprogettati e lavorati con un nuovo calcio, un nuovo meccanismo per mantenere aperto l'otturatore, e altre piccole modifiche.
Il Mini-14 originale aveva una tacca di mira con grandi ali protettive ed era sprovvisto di base per mirino telescopico. Nel 1982 la Ruger presentò il Ranch Rifle con una base per mirino telescopico sul castello, una nuova tacca di mira pieghevole ad apertura, ed anelli di serie per il montaggio del mirino.
Nel 1987 la Ruger presentò il Mini Thirty nel calibro russo 7,62 x 39 mm. All'epoca venivano importate in USA grandi quantità di cartucce come residuati militari a prezzo stracciato. Inoltre, il 7,62 x 39 mm è balisticamente simile alla cartuccia .30-30 Winchester. Di conseguenza, il Mini Thirty si è rivelato un'efficace arma per la caccia al cervo.
Nel 2003 il progetto fu rivisto per migliorare la precisione, aggiornare l'aspetto, e ridurre i costi di produzione. Il Mini-14 standard fu abbandonato e quel nome fu attribuito a tutta la famiglia di fucili del tipo Mini-14. Nel 2005 tutti i fucili tipo Mini-14 furono basati sulla configurazione Ranch Rifle, con base per ottica integrale, una tacca di mira non pieghevole ad apertura tipo ghost ring, e un mirino con ali simile a quello usato sulla Ruger Police Carbine. Hanno numeri di matricola che iniziano per 580 e talora vengono indicati come Ranch Rifle serie 580. Hanno anche un nuovo sistema di recupero di gas concepito per ridurre le vibrazioni della canna e possono sparare rosate da due pollici (circa 5 cm) a 100 iarde (circa 100 m), corrispondente ad una precisione di 2 minuti di angolo (MOA).
Intorno al 2007 o 2008 la Ruger ha introdotto una canna più pesante, di diametro maggiore visibilmente rastremata dal blocco del gas al vivo di volata. Questi cambiamenti uniti a tolleranze meccaniche più strette determinano una precisione potenziale maggiore.
Tutti i fucili tipo Mini-14 sono disponibili in finitura acciaio inox o bluito con casse in legno duro, materiale sintetico o laminato e canne da 16.12 pollici (409 mm) o 18.5 pollici (470 mm).

## Varianti

### Ranch Rifle

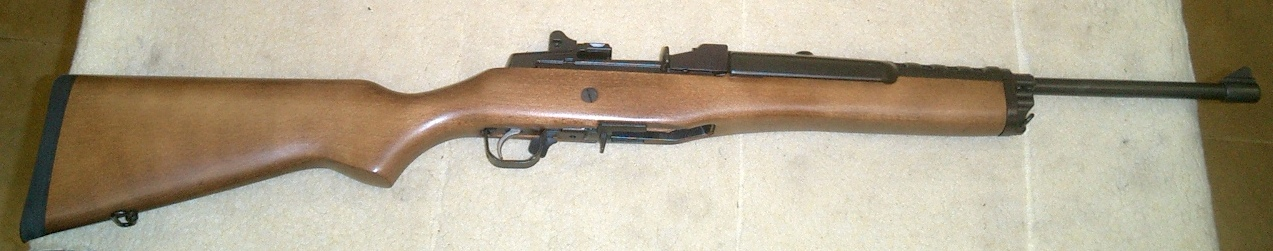
Ranch Rifle, si notino l'innesto per mirino telescopico e la tacca di mira "ghost ring".

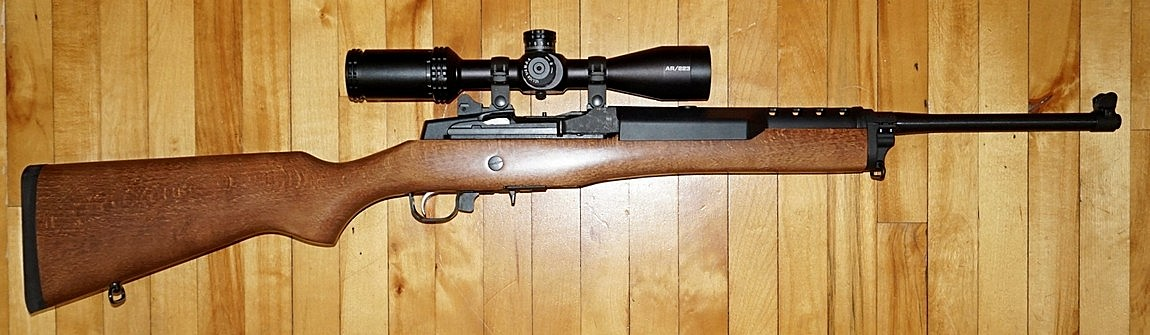
Ruger Mini-14 Ranch Rifle con mirino telescopico Bushnell 3-9 X 40mm.

Il Ranch Rifle è un modello essenziale, proposto con cassa di legno o sintetica, abbinata a castello bluito o acciaio inox, e canna standard rastremata 18.5" (twist rate 1:9" destrorso). Questi fucili dispongono di una tacca di mira ghost ring regolabile e di un mirino (in senso proprio: tacca frontale) con ali, e sono venduti con una slitta Picatinny rimovibile, più la scelta di caricatori staccabili da 20 o 5 cartucce, per adeguarsi ad alcuni Stati USA e ad altri Paesi, che hanno normative limitanti la capacità dei serbatoi cartucce. Tutti i modelli sono camerati per munizioni .223 Remington e 5,56 x 45 mm NATO eccetto la variante Target Rifle (che è solo in calibro .223).

#### Target Rifle
Presentata nel 2007, la versione "Target Rifle" ha una canna pesante forgiata a freddo da 22 pollici (560 mm), accordatore armonico con precisione MOA regolabile, e una cassa in legno laminato o sintetico Hogue sovrastampato. Il Target Rifle non ha organi di mira di ferro ma è munito di anelli standard da mirino telescopico con slitte Picatinny. È progettato per l'uso esclusivo con cartuccia .223 Remington; per il 5,56 NATO, Ruger non garantisce.

#### Tactical Rifle

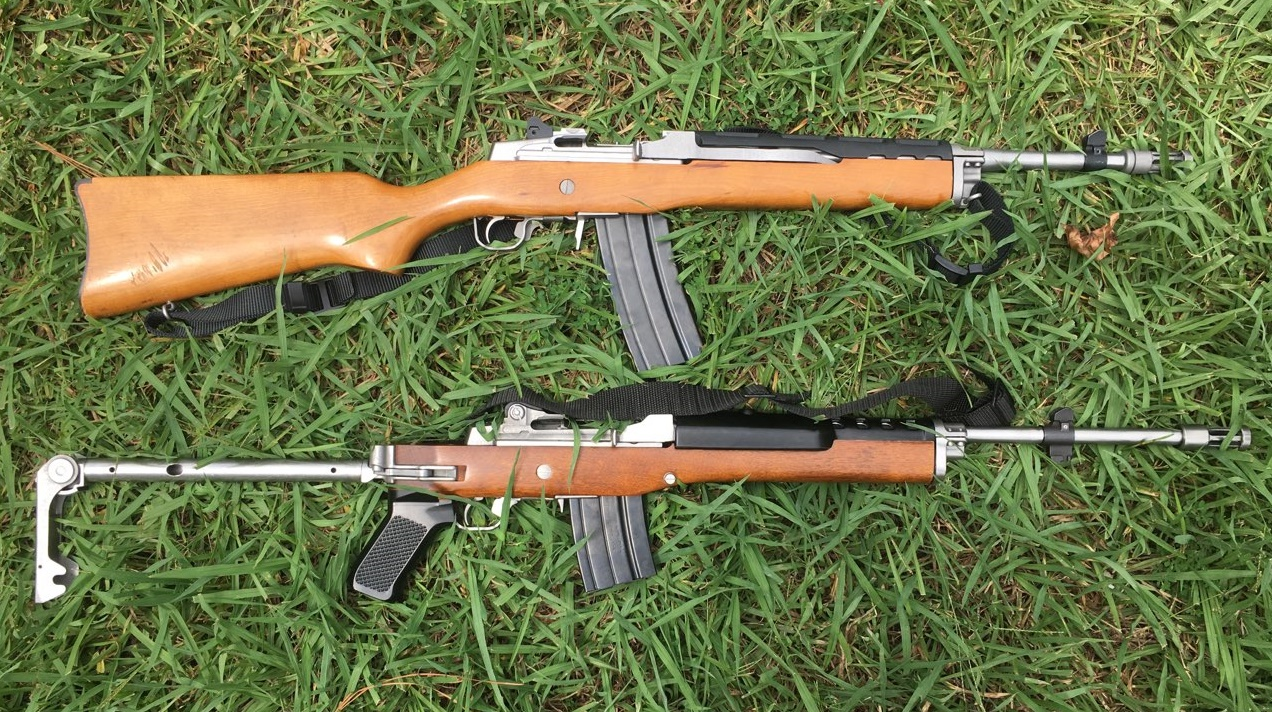
Un Mini-14 Tactical inox (alto) e un Mini-14 GB-F.

Presentato nel 2009, il "Tactical Rifle" è la variante più nuova, che comprende la più corta canna da 16.12" (41 cm) con spegnifiamma, ed è disponibile con l'ordinaria cassa fissa, o con un calcio pieghevole di marca ATI con slitte Picatinny. Questo modello è camerato sia nel .223 Remington/5,56 × 45 mm NATO sia nel .300 AAC Blackout dal 2015.

### Mini Thirty

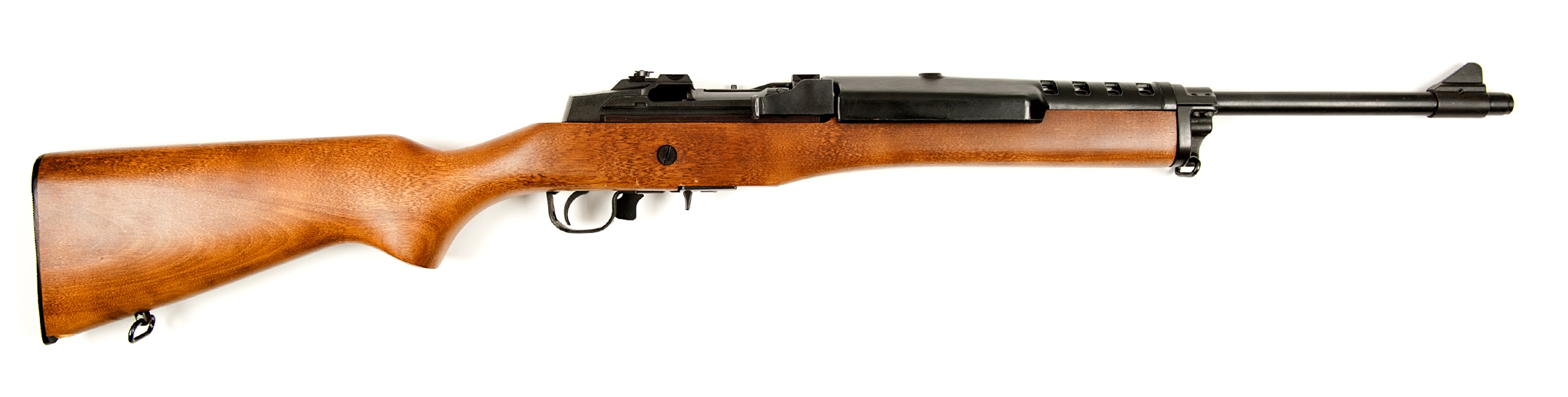
Questo fucile Mini-Thirty della prima serie è identico al Ranch Rifle. Nota: tacca di mira pieghevole.

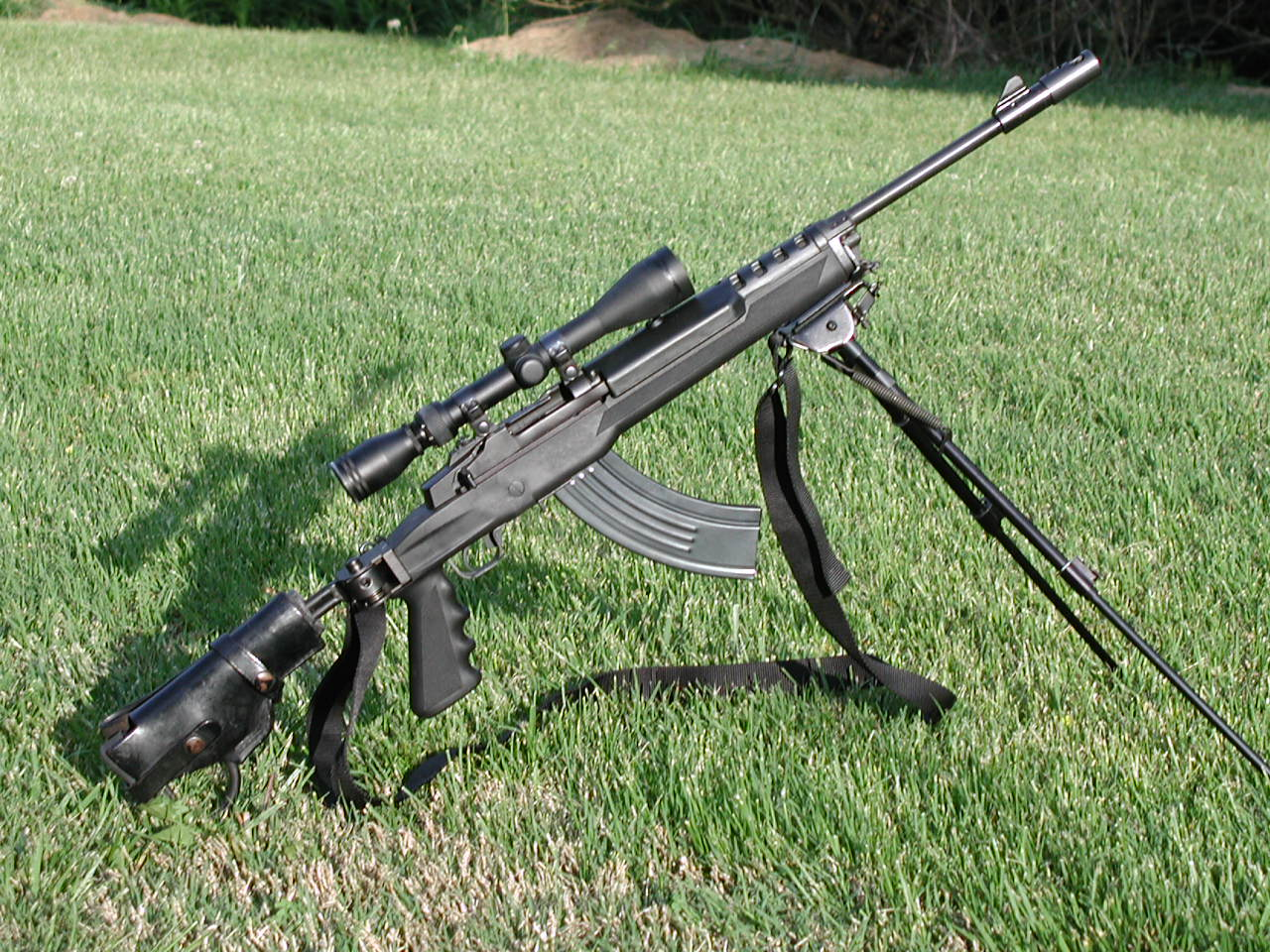
Un Mini Thirty con numerosi accessori "post vendita".

Nel 1987 la Ruger iniziò a produrre il Mini Thirty, camerato per la cartuccia russa 7,62 × 39 mm, utilizzata nella SKS e nell'AK-47, poiché molti Stati proibiscono la caccia con calibri inferiori ai 6 mm (.243 in). Il 7,62 × 39 mm ha prestazioni balistiche simili al ben noto .30-30 Winchester. Il Mini Thirty è disponibile anche con canna da 16.12" (409 mm) (Tactical Model) o 18.50" (470 mm) e un twist rate di 1:10" destrorso, e viene venduto con caricatore da 20 o 5 cartucce. Il Mini Thirty condivide numerose delle caratteristiche di progetto e delle opzioni di accessori che si ritrovano nel Mini-14 Ranch Rifle, di calibro inferiore.

#### Mini Thirty Tactical Rifle
La variante "Mini Thirty Tactical Rifle" fu presentata nel 2010. Imita strettamente la variante Mini-14 Tactical Rifle, ma nel calibro 7,62 x 39mm. Ha anche una più corta canna da 16.12" (409 mm) con spegnifiamma, ed è disponibile con la normale cassa fissa, o con una cassa di marca ATI con calcio pieghevole e slitte Picatinny.

### Modelli per i governi

#### Mini-14 GB

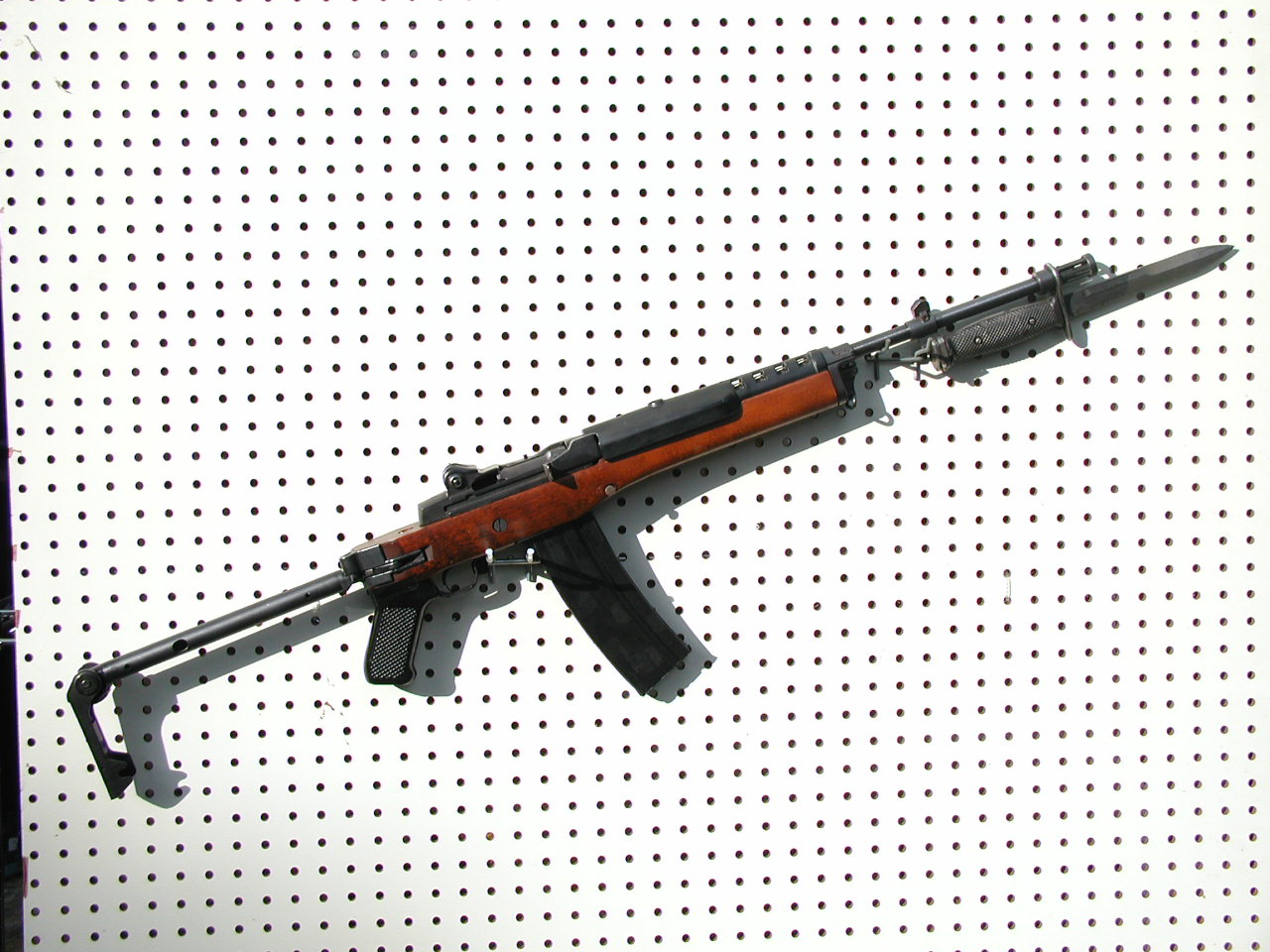
Ruger Mini-14 GB con impugnatura a pistola, calcio pieghevole lateralmente, caricatore da 30 cartucce, innesto per baionetta, canna filettata, spegnifiamma, e baionetta M7.

I modelli Mini-14 GB (government barrel, "canna del governo") dispongono o di cassa con impugnatura a pistola e calcio pieghevole lateralmente, o di cassa normale da fucile con impugnatura "a semipistola", caricatore da 20 o 30 cartucce, innesto per baionetta, canna filettata, e spegnifiamma. La prova che GB stia per "government barrel" e non "government bayonet" si può ricavare dal fatto che nuovi modelli Tactical della Ruger continuino ad usare "GB", e siano catalogati, ad esempio, KM-14/20GBCP. Questi modelli non hanno innesto per baionetta ma hanno ugualmente lo spegnifiamma. La vendita di modelli con innesto per baionetta era concepita solo per i mercati forze di polizia, militari, e sicurezza privata, e si potevano trovare solo nel Law Enforcement Catalog della Ruger. Molti sono arrivati, nondimeno, al mercato civile.

#### AC-556
Presentato nel 1979, l'AC-556 è una versione a fuoco selettivo del Mini-14 posta in commercio per uso militare e di polizia. Il progetto integra un selettore sulla parte posteriore destra del castello per impostare il funzionamento come semiautomatico, raffiche da tre colpi, o raffica libera; la sicurezza manuale sulla parte anteriore del ponticello funziona come sul Mini-14 ordinario. La tacca di mira frontale incorpora un innesto per baionetta. La canna da 13 pollici (330 mm) o 18 pollici (460 mm) dispone di un tromboncino spegnifiamma, che può essere usato per lanciare artifici lacrimogeni o fumogeni di tipo approvato. Le versioni AC-556F e AC-556K comprendevano un calcio pieghevole. Il fucile era dotato di caricatore da 20 cartucce, e per un periodo ne era disponibile uno da 30. La produzione dell'AC-556 fu abbandonata nel 1999 e la Ruger smise di offrire assistenza per quel modello nel 2009. Da quel momento, alcuni modelli divennero disponibili all'acquisto per i civili sul mercato National Firearms Act.

##### Mousqueton A.M.D.

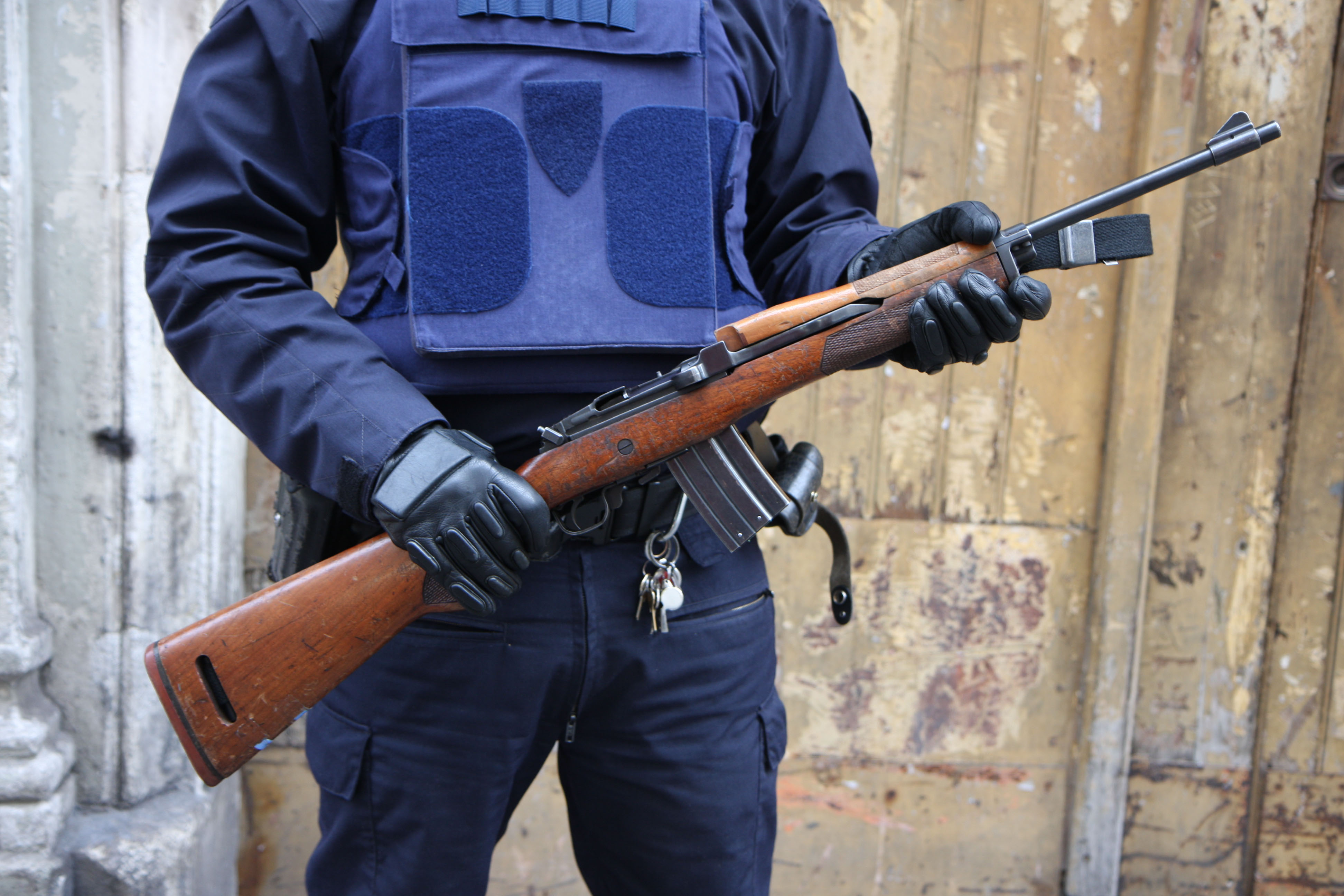
Agente francese di polizia CRS armato di Mousqueton A.M.D. con tacca di mira posteriore tangente; si nota la leva selettrice sul retro del castello.

In Francia l'AC-556 è noto come Mousqueton A.M.D. ed è utilizzato da diversi organismi dipendenti dal Ministero dell'interno e d'oltremare: la Police Aux Frontières ("P.A.F."—polizia di frontiera), le Compagnie républicaine de sécurité (o "C.R.S."—reparto antisommossa) della Police nationale, e il Groupe d'intervention de la Gendarmerie nationale ("GIGN") unità di operazioni speciali. L'A.M.D. era prodotto in due versioni, la prima aveva la normale tacca di mira posteriore Ruger ad apertura. Nell'altra la tacca di mira posteriore ad apertura era stata completamente asportata e sostituita con una tacca di mira posteriore tangente situata sulla sommità della canna appena più avanti del castello.

### Otturatore scorrevole
Fu costruita una piccola tiratura di fucili Mini-14 e Mini Thirty con otturatore scorrevole o girevole-scorrevole per la vendita nel Regno Unito in conseguenza di una normativa che vietava i fucili semiautomatici a percussione centrale nel 1988.

### Altri calibri e accessori

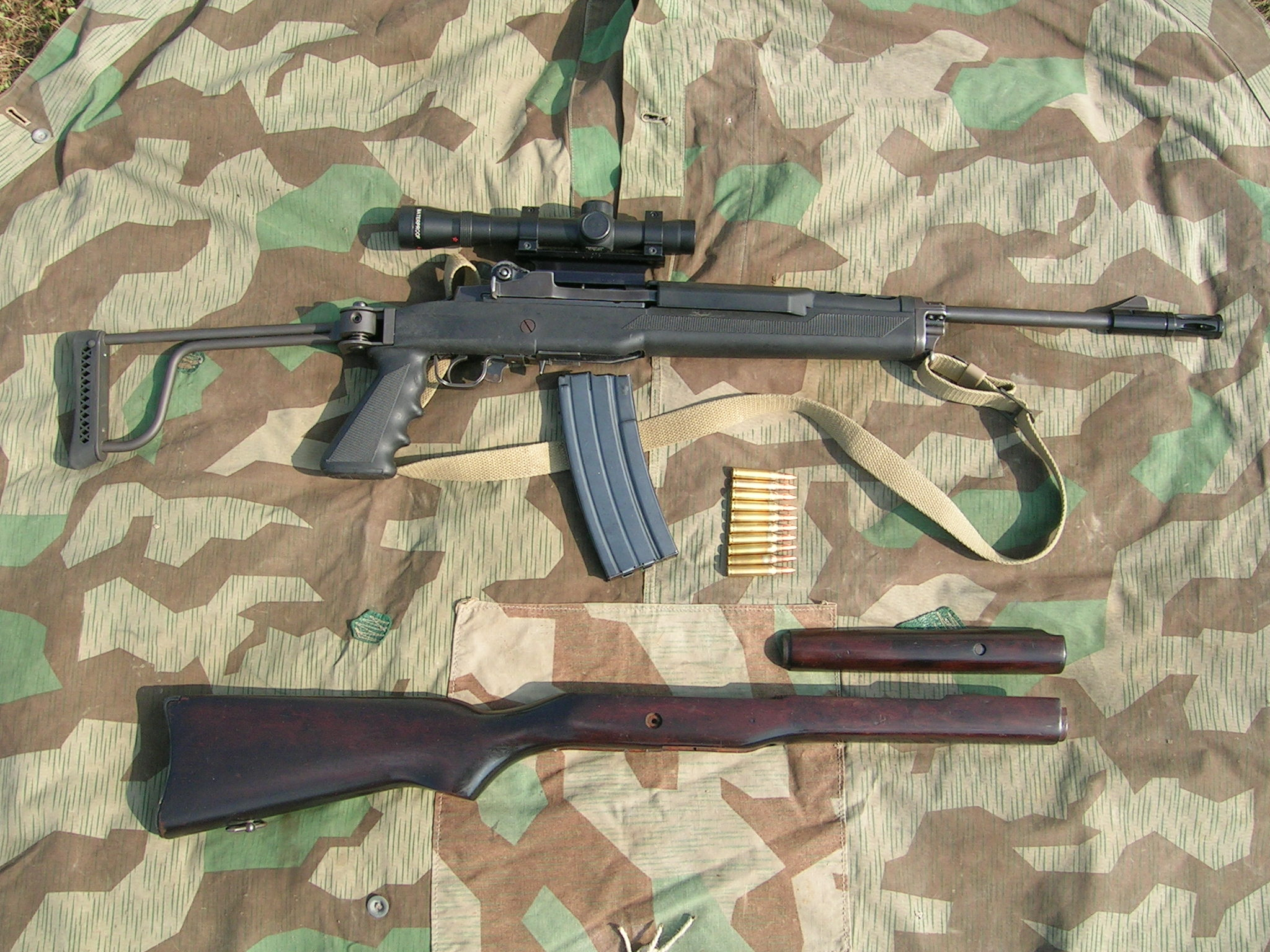
Mini-14 con vari accessori

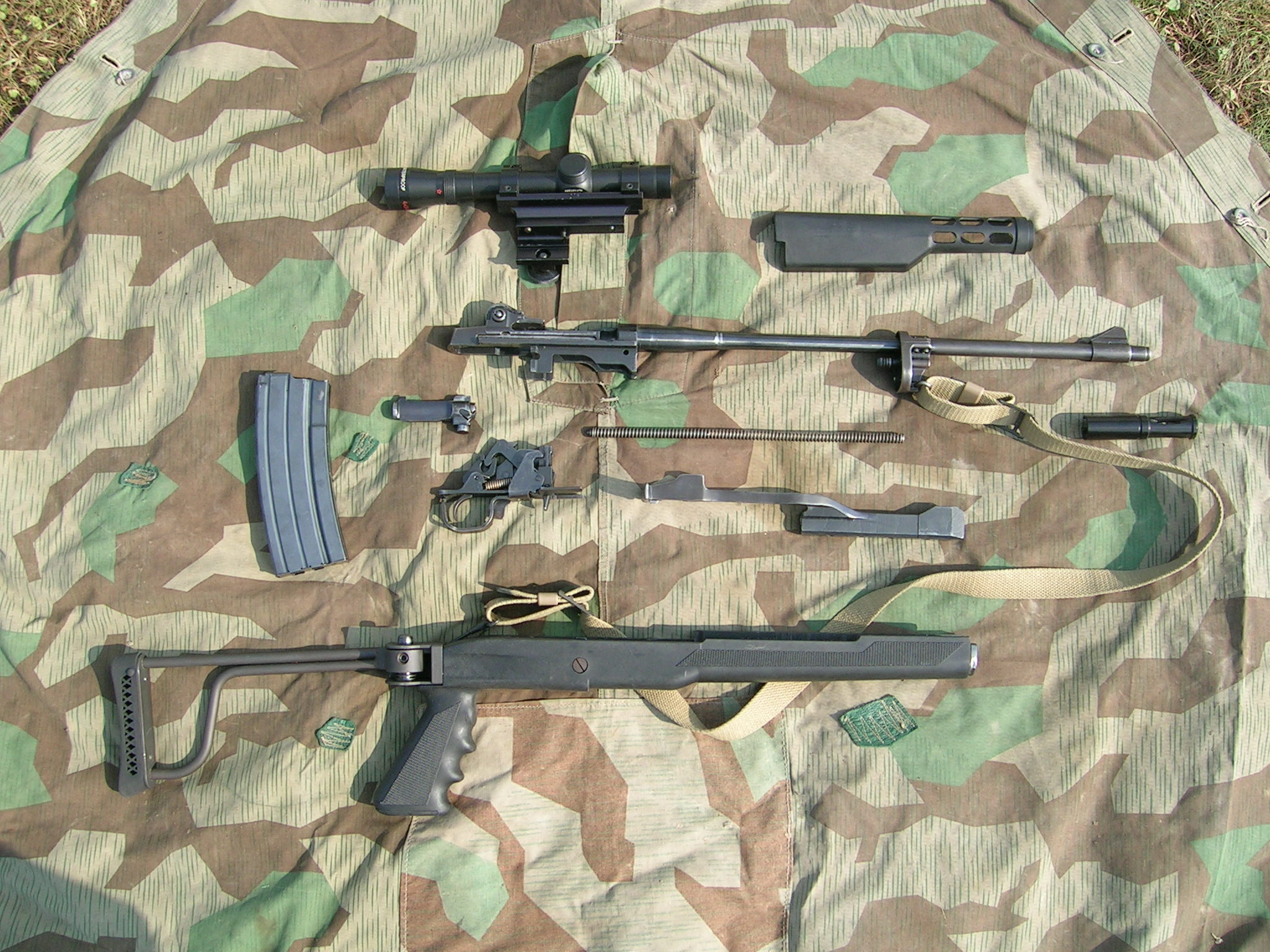
Mini-14 con vari accessori, smontato

#### .222 Remington
La Ruger produsse un modello calibro .222 Remington già nel 1984. Denominati Mini-14/5R.222, questi fucili furono fatti soprattutto per i mercati civili in cui i calibri .223 e 5,56 mm erano generalmente vietati. Questa produzione cessò nei primi anni 1980.

#### 6,8 mm Remington
Nel 2007 la Ruger iniziò la produzione del Mini-6.8 che utilizzava la cartuccia commerciale 6,8 mm Remington SPC. Tuttavia vennero accantonati nel 2012 e non sono più appaiono più nel catalogo Ruger.

#### .300 Blackout
Nel 2015, Ruger presentò il Mini-14 Tactical camerato in .300 AAC Blackout.

#### Accessori
Per il Mini-14 e il Mini Thirty è disponibile un ampio ventaglio di accessori post vendita, tra cui numerose casse, caricatori e slitte Weaver e Picatinny.

## Utilizzatori

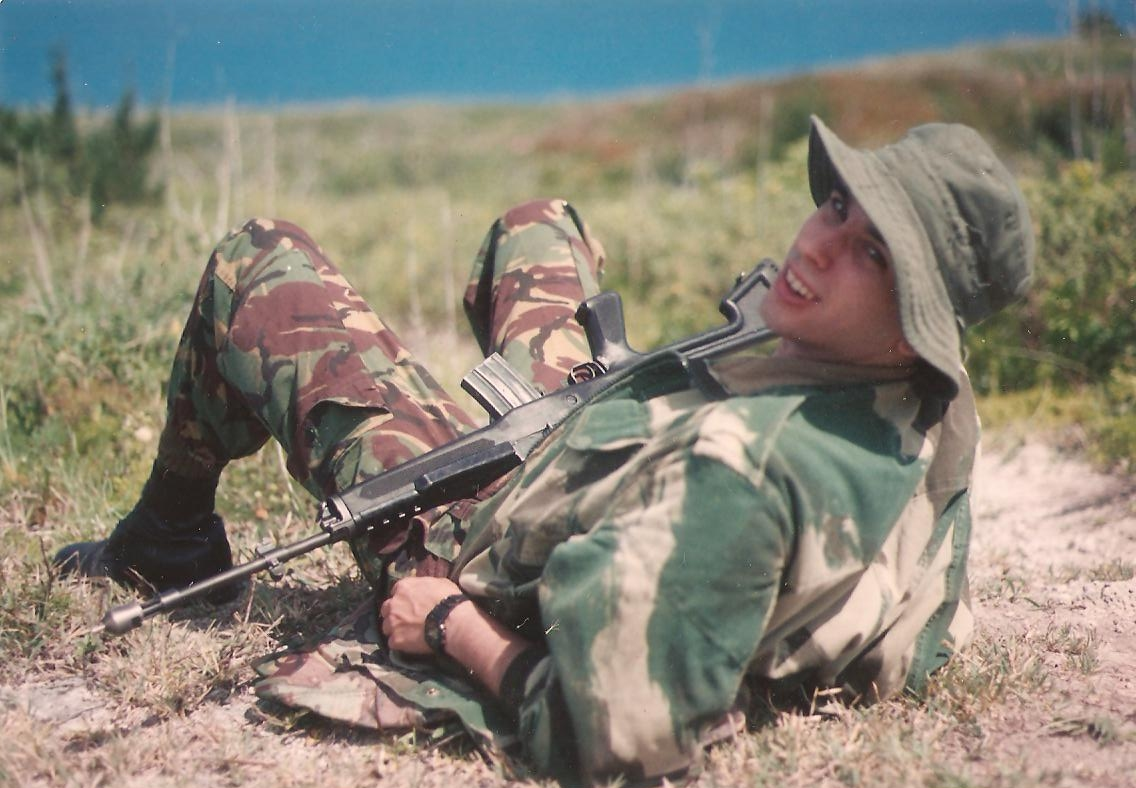
Soldato del Royal Bermuda Regiment armato di Mini-14 GB nel 1994

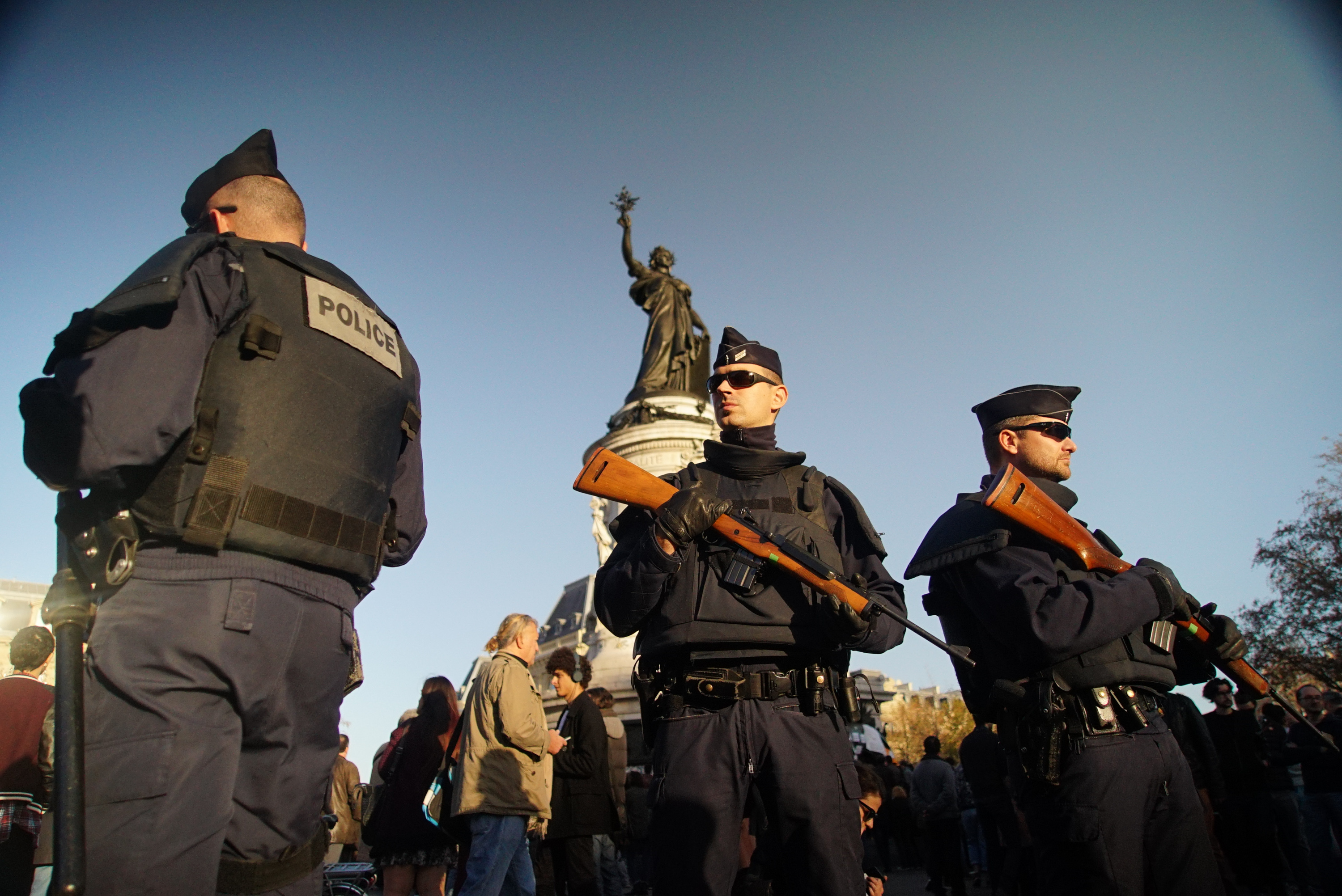
Polizia francese armata di fucili Mousqueton A.M.D.

- Australia: Attualmente usato dal Department of Corrective Services del New South Wales[37]
- El Salvador: La Policía Nacional Civil de El Salvador impiega Mini-14GB e AC-556.[38]
- Francia: Variante Mousqueton A.M.D. usata da Police Aux Frontières, Compagnie républicaine de sécurité e GIGN.[30][31]
- Honduras[39]
- Hong Kong: Usato dallo Hit Team dell'Hong Kong Police Force e dagli Hong Kong Correctional Services.[40]
- Indonesia: Usato da Indonesian National Police.[41][42]
- Rhodesia: Usato dalle forze di sicurezza rhodesiane nella Guerra civile in Rhodesia.[43]
- Regno Unito: La Royal Ulster Constabulary aveva usato il modello AC-556 prima che il suo arsenale fosse distrutto nel 1995.[44][45] Negli anni 1980 il Firearms Support Team (oggi noto come Tactical Firearms Unit) della Surrey Constabulary era armato di Mini-14 modificati con calcio pieghevole.[46]
  -  Bermuda: Il Royal Bermuda Regiment ha usato il Mini-14 come arma lunga ordinaria dal 1983. Le casse originali in legno furono sostituite verso il 1990 con casse in plastica Choate.[44][47] Il reggimento ricevette fucili L85A2 nell'agosto 2015, e il Ruger fu accantonato nel gennaio 2016.[48]
- USA: I Mini-14 furono usati dalla New York City Police Department Emergency Service Unit[49] per lo più con canne da 13 pollici, spegnifiamma di serie e tacca di mira anteriore con blocco del recupero gas AC556 sia con casse normali sia con calcio pieghevole; questi fucili furono poi sostituiti con carabine M4.[50] L'Organized Crime Control Bureau di NYPD è dotato di Mini-14.[50] Il Mini-14 è il fucile principale usato dal California Department of Corrections and Rehabilitation,[51][52][53] e dal North Carolina Department of Correction.[54] Agli US Marines addetti alla sorveglianza di ambasciate americane talora sono distribuiti dei Mini-14.[55] La Delta Force ha alcuni Mini-14 nel suo arsenale.[56] La Rajneeshpuram Peace Force[57] usava alcuni Mini-14 oltre a Galil e Uzi.[58] Il Nevada Department of Corrections usa Mini-14.[59]

## Uso criminale
Il Ruger Mini-14 fu impiegato in numerosi episodi delittuosi di rilievo:
- Michael Lee Plat utilizzò un Ruger Mini-14 nella Sparatoria dell'FBI a Miami del 1986, che indusse l'FBI ed altri organismi di polizia USA ad adottare armature personali più forti e ad abbandonare le rivoltelle passando a pistole più potenti e con maggiore capacità di munizioni nel serbatoio.[60][61][62]
- Marc Lépine usò un Ruger Mini-14 nel massacro dell'École Polytechnique, che diede impulso al Firearms Act, 1995 in Canada[63][64] e a nuove procedure di intervento per la polizia.[65]
- Anders Behring Breivik usò un Ruger Mini-14, assieme ad una Glock 34, negli attentati del 2011 in Norvegia,[66] nei quali ferì mortalmente 69 persone ad un campo estivo sull'isola e si rese ancora responsabile della morte di altre otto persone per attentato dinamitardo a Oslo. Fu l'attacco più sanguinoso in Norvegia dopo la Seconda guerra mondiale.[67]
- Gabriel Wortman asseritamente usò un Ruger Mini-14, assieme a parecchie altre armi da fuoco, negli attentati del 2020 in Nuova Scozia. Questo fatto determinò la riclassificazione come arma proibita in Canada del Mini-14 e di almeno altre 1 500 armi da fuoco "stile assalto".[68][69][70]